# René Théophile Hyacinthe Laënnec
René Théophile Hyacinthe Laënnec (17. února 1781 Quimper, Francie – 13. srpna 1826 Kerlouarnec (Francie)) byl francouzský lékař, vynálezce stetoskopu.

## Život
René Laënnec studoval v Nantes a působil poté od roku 1799 jako ranhojič u západní armády. Od roku 1800 si dále rozšiřoval vzdělání řádným studiem medicíny v Paříži v nemocnici Charite, jeho učitelem byl proslulý Jean-Nicolas Corvisart a v roce 1804 se stal lékařem. V roce 1816 nastoupil v Neckerově nemocnici v Paříži, kde soustavně pracoval na zvýšení možností diagnostiky, zejména chorob plic a srdce. Za tím účelem vyvinul nástroj stetoskop, pomocí kterého lékař lépe slyší zvuky při poslechu (srdce a plic). Zásadním způsobem tak rozšířil diagnostické hranice fyziologie a zejména patologie kardiopulmonálního systému. Soustavná pozorování uložil do svého životního díla Traité de l’auscultation médiate (Paříž 1819, 2 svazky, celkem 4 vydání, poslední roku 1836). Roku 1823 se stal profesorem na Collège de France a následujícím rokem přednostou interní kliniky. Zemřel na plicní tuberkulózu.
René Laënnec se tak stal zakladatelem klasické fyzikální diagnostiky moderní medicíny vedle Auengrubera a Jean-Nicolas Corvisarta. Roku 1868 byla na jeho počest postavena socha v jeho rodném městě.
Vedle objevu stetoskopu jako první popsal jaterní cirhózu a dodnes obraz jedné chorobné změny jater nese jeho jméno (Laënnecova žlutá atrofie jater). Na jeho počest nese jeho jméno jedna ze čtyř lékařských fakult University Claude Bernarda v Lyonu.